# Sukau Kayo
Sukau Kayo is een bestuurslaag in het regentschap Lebong van de provincie Bengkulu, Indonesië. Sukau Kayo telt 536 inwoners (volkstelling 2010).